# Station Siracusa
Station Siracusa is het belangrijkste spoorwegstation van de Italiaanse stad Syracuse (Italiaans: Siracusa). Het is gelegen ten westen van Ortygia en het stadscentrum.
Het station werd op 19 januari 1871 geopend als het zuidelijke eindpunt van de spoorlijn Messina - Syracuse. Op 13 augustus 1892 werd een korte treinverbinding geopend die station Siracusa verbond met het station Siracusa Porto bij de haven tegenover het eiland Ortygia. Het stationsgebouw Siracusa Porto bestaat nog altijd, maar de verbinding is opgeheven en het spoor is verwijderd. Door het verdwijnen van deze verbinding is station Siracusa nu een kopstation.